# Набиев, Нурлан Абзалович
Нурлан Абзалович Набиев (род. 23 августа 1950, Павлодар, Казахская ССР) — политический государственный деятель республики Казахстан, аким городов Экибастуза (2007—2010) и Аксу (1999—2003) Павлодарской области.

## Биография
Набиев Нурлан Абзалович родился 23 августа 1950 года в семье военнослужащего в г. Павлодаре. В 1967 году поступил в Павлодарский индустриальный институт на механико-технологический факультет. В 1973 году, после окончания института, был направлен на работу на Калкаманский завод дорожных машин, где проработал до 1990 года старшим мастером, конструктором, заместителем главного технолога, заместителем главного инженера, главным инженером, директором завода.
Женат. Двое детей.

## Профессиональная политическая деятельность
- В 1990—1992 гг. работал заместителем председателя исполкома Ермаковского районного Совета народных депутатов.
- С февраля 1992 года — заведующий отделом аппарата главы Павлодарской администрации.
- С февраля 1996 по февраль 1998 гг. — заместитель акима г. Павлодара.
- С февраля 1998 по март 1999 гг. — аким Индустриального района г. Павлодара.
- С ноября 1999 по декабрь 2003 гг. — аким г. Аксу Павлодарской области.
- В 2000 году — по окончании Павлодарского университета получил академическую степень магистра наук по специальности «Экономика и менеджмент».
- С декабря 2003 года — директор департамента экономики Павлодарской области.
- C 2005 года — директор Департамента экономики и бюджетного планирования Павлодарской области.
- В сентябре 2006 г. — возглавил департамент предпринимательства и промышленности Павлодарской области.
- 25 мая 2007 года назначен временно исполняющим обязанности акима города Экибастуза распоряжением акима Павлодарской области Нурпеисова К. А.
- Распоряжением акима области К. Нурпеисова от 22 июня 2007 года назначен акимом города Экибастуза.

В ноябре 2010 года распоряжением акима Павлодарской области освобождён от занимаемой должности в связи с переходом на другую работу.
Решением XXI внеочередной сессии Аксуского городского маслихата от 22 октября 2013 года присвоено звание «Почётный гражданин города Аксу».